# San Genesio ed Uniti
San Genesio ed Uniti ist eine norditalienische Gemeinde (comune) mit 3975 Einwohnern (Stand 31. Dezember 2023) in der Provinz Pavia in der Lombardei. Die Gemeinde liegt etwa 5,5 Kilometer nordnordöstlich von Pavia an der Olona. 

## Geschichte
Die Gemeinde wurde als Sanctus Genexius gegründet. Sanctus Genexius taucht erstmals im 12. Jahrhundert als Kapelle der Diözese Pavia auf. 1871 wurde die heutige Gemeinde unter Einschluss der früher eigenständigen Gemeinden Ponte Carate und Comairano gebildet. 